# Kitsman
Kitsman (em ucraniano:   Кіцмань) é uma cidade da Ucrânia, situada no Oblast de Chernivtsi. Tem 8,6 km² de área e sua população em 2020 foi estimada em 6.179 habitantes.